# Strutynka
Strutynka (ukr. Струтинка) – wieś na Ukrainie, w obwodzie winnickim, w rejonie niemirowskim.
W 1879 w Strutynce urodził się Walery Sławek, marszałek Sejmu i premier RP.